# Biathlon na Zimowych Igrzyskach Olimpijskich 2006 – bieg masowy kobiet
Bieg masowy kobiet podczas Zimowych Igrzysk Olimpijskich 2006 odbył się 25 lutego w Cesana San Sicario. Była to ostatnia konkurencja kobiet podczas igrzysk. W biegu wzięło udział trzydzieści najlepszych zawodniczek bieżącego sezonu oraz aktualnych igrzysk olimpijskich.
Złoty medal wywalczyła reprezentantka Szwecji Anna Carin Olofsson, która spudłowała tylko raz – podczas ostatniego pobytu na strzelnicy. Srebrny medal zdobyła Niemka Kati Wilhelm, która także raz spudłowała, tracąc w biegu do zwyciężczyni 18,8 sekundy. Brązowy medal przypadł innej Niemce – Uschi Disl, która popełniła na strzelnicy trzy błędy i była zmuszona pokonać dodatkowe 450 metrów.

## Tło
Bieg pościgowy kobiet na Zimowych Igrzyskach Olimpijskich 2006 w Turynie był trzecią tego rodzaju konkurencją w sezonie 2005/2006. Zawodniczki rywalizowały wcześniej w niemieckim Oberhofie oraz włoskiej miejscowości Rasen-Antholz. Pierwsze zawody wygrała Niemka Martina Glagow. Tuż za nią na mecie stawiły się Rosjanka Olga Pyliewa i inna Niemka Katrin Apel. Drugie i zarazem ostatnie zawody w tej konkurencji przed Mistrzostwami także wygrała Martina Glagow. Tym razem na podium stanęła ze swoimi rodaczkami Andreą Henkel i Uschi Disl.
Mistrzostwo świata w tej konkurencji w 2005 roku wywalczyła Norweżka Gro Marit Istad-Kristiansen, która nie zdołała się zakwalifikować do tego biegu. Drugie miejsce podczas mistrzostw w Hochfilzen zajęła Szwedka Anna Carin Olofsson a trzecie – Rosjanka Olga Pyliewa, która została zdyskwalifikowana w jednym ze wcześniejszych biegów i nie mogła wziąć udziału w tej konkurencji. Podczas tych igrzysk bieg masowy miał swój debiut.
| data                                               | miejscowość                               | zwyciężczyni                              | zwyciężczyni                              | druga                                     | druga                                     | trzecia                                   | trzecia                                   | źródło                                    |
| data                                               | miejscowość                               | czas                                      | strzelanie                                | czas                                      | strzelanie                                | czas                                      | strzelanie                                | źródło                                    |
| Wyniki biegu masowego w sezonie 2005/2006          | Wyniki biegu masowego w sezonie 2005/2006 | Wyniki biegu masowego w sezonie 2005/2006 | Wyniki biegu masowego w sezonie 2005/2006 | Wyniki biegu masowego w sezonie 2005/2006 | Wyniki biegu masowego w sezonie 2005/2006 | Wyniki biegu masowego w sezonie 2005/2006 | Wyniki biegu masowego w sezonie 2005/2006 | Wyniki biegu masowego w sezonie 2005/2006 |
| -------------------------------------------------- | ----------------------------------------- | ----------------------------------------- | ----------------------------------------- | ----------------------------------------- | ----------------------------------------- | ----------------------------------------- | ----------------------------------------- | ----------------------------------------- |
| 8 stycznia                                         | Oberhof                                   | Martina Glagow                            | Martina Glagow                            | Olga Pyliewa                              | Olga Pyliewa                              | Katrin Apel                               | Katrin Apel                               | [ 1 ]                                     |
| 8 stycznia                                         | Oberhof                                   | 39:05,7                                   | 0+0+0+0                                   | 39:07,7                                   | 0+0+0+0                                   | 39:11,0                                   | 0+0+1+0                                   | [ 1 ]                                     |
| 22 stycznia                                        | Rasen-Antholz                             | Martina Glagow                            | Martina Glagow                            | Andrea Henkel                             | Andrea Henkel                             | Uschi Disl                                | Uschi Disl                                | [ 2 ]                                     |
| 22 stycznia                                        | Rasen-Antholz                             | 38:07,2                                   | 0+0+1+0                                   | 38:35,8                                   | 1+0+1+1                                   | 38:56,0                                   | 0+2+1+1                                   | [ 2 ]                                     |
| Wyniki biegu masowego na mistrzostwach świata 2005 |                                           |                                           |                                           |                                           |                                           |                                           |                                           |                                           |
| 13 marca                                           | Hochfilzen                                | Gro Marit Istad-Kristiansen               | Gro Marit Istad-Kristiansen               | Anna Carin Olofsson                       | Anna Carin Olofsson                       | Olga Pyliewa                              | Olga Pyliewa                              | [ 3 ]                                     |
| 13 marca                                           | Hochfilzen                                | 41:40,3                                   | 0+1+0+3                                   | 41:44,0                                   | 0+1+1+1                                   | 41:48,7                                   | 1+1+1+0                                   | [ 3 ]                                     |

## Lista startowa
Opracowano na podstawie materiałów źródłowych:
Do startu w biegu masowym uprawnione były wszystkie dotychczasowe indywidualne medalistki igrzysk, które otrzymały pierwsze numery startowe (7 zawodniczek). W biegu nie mogła wziąć udziału Olga Pyliewa, która początkowo zdobyła srebrny medal w biegu indywidualnym, jednak później została zdyskwalifikowana. Kolejną grupę zawodniczek wyłoniono na podstawie miejsca w klasyfikacji generalnej pucharu świata (15 zawodniczek). Pozostałe zawodniczki wzięły udział w biegu dzięki miejscom zajętym w poprzednich biegach (8 zawodniczek). Pod uwagę brana była suma zdobytych punktów w dwóch najlepszych biegach na igrzyskach.
Lista startowa biegu masowego:
| Numer | Zawodniczka             | Reprezentacja | Punkty zdobyte podczas igrzysk | Uwagi                                                            |
| ----- | ----------------------- | ------------- | ------------------------------ | ---------------------------------------------------------------- |
| 1     | Swietłana Iszmuratowa   | Rosja         | 116                            | 1. miejsce w biegu indywidualnym                                 |
| 2     | Florence Baverel-Robert | Francja       | 75                             | 1. miejsce w sprincie                                            |
| 3     | Kati Wilhelm            | Niemcy        | 97                             | 1. miejsce w biegu pościgowym                                    |
| 4     | Martina Glagow          | Niemcy        | 106                            | 2. miejsce w biegu pościgowym 2. miejsce w biegu indywidualnym   |
| 5     | Anna Carin Olofsson     | Szwecja       | 80                             | 2. miejsce w sprincie                                            |
| 6     | Albina Achatowa         | Rosja         | 126                            | 3. miejsce w biegu pościgowym 3. miejsce w biegu indywidualnym   |
| 7     | Lilija Jefremowa        | Ukraina       | 73                             | 3. miejsce w sprincie                                            |
| 8     | Uschi Disl              | Niemcy        | 48                             | 2. miejsce w Pucharze Świata                                     |
| 9     | Sandrine Bailly         | Francja       | 90                             | 4. miejsce w Pucharze Świata                                     |
| 10    | Olga Zajcewa            | Rosja         | 40                             | 7. miejsce w Pucharze Świata                                     |
| 11    | Liv Grete Poirée        | Norwegia      | 84                             | 9. miejsce w Pucharze Świata                                     |
| 12    | Andrea Henkel           | Niemcy        | 40                             | 11. miejsce w Pucharze Świata                                    |
| 13    | Linda Tjørhom           | Norwegia      | 28                             | 12. miejsce w Pucharze Świata                                    |
| 14    | Olga Nazarowa           | Białoruś      | 94                             | 13. miejsce w Pucharze Świata                                    |
| 15    | Ołena Zubryłowa         | Białoruś      | 61                             | 14. miejsce w Pucharze Świata                                    |
| 16    | Liu Xianying            | Chiny         | 60                             | 16. miejsce w Pucharze Świata                                    |
| 17    | Hou Yuxia               | Chiny         | 0                              | 18. miejsce w Pucharze Świata                                    |
| 18    | Natalja Gusiewa         | Rosja         | 0                              | 20. miejsce w Pucharze Świata                                    |
| 19    | Michela Ponza           | Włochy        | 0                              | 22. miejsce w Pucharze Świata                                    |
| 20    | Teja Gregorin           | Słowenia      | 46                             | 24. miejsce w Pucharze Świata                                    |
| 21    | Ekaterina Dafowska      | Bułgaria      | 27                             | 25. miejsce w Pucharze Świata                                    |
| 22    | Sylvie Becaert          | Francja       | 8                              | 26. miejsce w Pucharze Świata                                    |
| 23    | Krystyna Pałka          | Polska        | 43                             | 5. miejsce w biegu indywidualnym 25. miejsce w sprincie          |
| 24    | Tora Berger             | Norwegia      | 41                             | 13. miejsce w biegu indywidualnym 18. miejsce w biegu pościgowym |
| 25    | Madara Līduma           | Łotwa         | 40                             | 10. miejsce w biegu indywidualnym 20. miejsce w biegu pościgowym |
| 26    | Natalia Lewczenkowa     | Mołdawia      | 38                             | 8. miejsce w biegu indywidualnym 23. miejsce w biegu pościgowym  |
| 27    | Kong Yingchao           | Chiny         | 27                             | 24. miejsce w sprincie 17. miejsce w biegu pościgowym            |
| 28    | Delphyne Peretto        | Francja       | 23                             | 14. miejsce w sprincie 26. miejsce w biegu pościgowym            |
| 29    | Magdalena Gwizdoń       | Polska        | 21                             | 20. miejsce w sprincie 21. miejsce w biegu pościgowym            |
| 30    | Sun Ribo                | Chiny         | 19                             | 21. miejsce w sprincie 22. miejsce w biegu pościgowym            |

## Przebieg rywalizacji
Opracowano na podstawie materiału źródłowego:

### Pierwsze okrążenie
Liderką po pierwszym strzelaniu była Kati Wilhelm. Reprezentantka Niemiec oddała pięć celnych strzałów i z czasem 8 minut 28,1 sekundy wyprzedzała o 0,4 sekundy Szwedkę Anna Carin Olofsson. Trzecia na punkcie pomiaru czasu była Sandrine Bailly z Francji. Łącznie 9 zawodniczek strzelało bezbłędnie. Najgorzej strzelanie wykonały Francuzka Delphyne Peretto oraz Chinka Hou Yuxia, które oddały 3 niecelne strzały.
Pierwsze dziesięć zawodniczek po pierwszym strzelaniu:
| Lp. | Zawodnik            | Reprezentacja | Czas (min) | Strata  | Liczba rund karnych |
| --- | ------------------- | ------------- | ---------- | ------- | ------------------- |
| 1.  | Kati Wilhelm        | Niemcy        | 8:28,1     |         | 0                   |
| 2.  | Anna Carin Olofsson | Szwecja       | 8:28,5     | +0,4 s  | 0                   |
| 3.  | Sandrine Bailly     | Francja       | 8:31,1     | +3,0 s  | 0                   |
| 4.  | Olga Zajcewa        | Rosja         | 8:45,6     | +17,5 s | 0                   |
| 5.  | Linda Tjørhom       | Norwegia      | 8:48,1     | +20,0 s | 0                   |
| 6.  | Magdalena Gwizdoń   | Polska        | 8:48,8     | +20,7 s | 0                   |
| 7.  | Olga Nazarowa       | Białoruś      | 8:49,6     | +21,5 s | 0                   |
| 8.  | Michela Ponza       | Włochy        | 8:51,1     | +23,0 s | 0                   |
| 9.  | Liv Grete Poirée    | Norwegia      | 8:54,6     | +26,5 s | 1                   |
| 10. | Uschi Disl          | Niemcy        | 8:55,0     | +26,9 s | 1                   |

### Drugie okrążenie
Po drugim strzelaniu liderką nadal była Kati Wilhelm. Niemka po raz kolejny nie spudłowała, jednak w dalszym ciągu miała tylko 0,4 sekundy przewagi nad Anną Carin Olofsson, która także strzelała bezbłędnie. Na trzecim miejscu ze stratą 18,3 sekundy biegła Uschi Disl. Na tym strzelaniu 14 zawodniczek nie popełniło żadnego błędu. Łącznie już tylko 6 biathlonistek strzelało bezbłędnie (podczas obydwu strzelań).
Pierwsze dziesięć zawodniczek po drugim strzelaniu:
| Lp. | Zawodnik            | Reprezentacja | Czas (min) | Strata  | Liczba rund karnych |
| --- | ------------------- | ------------- | ---------- | ------- | ------------------- |
| 1.  | Kati Wilhelm        | Niemcy        | 16:42,7    |         | 0+0                 |
| 2.  | Anna Carin Olofsson | Szwecja       | 16:43,1    | +0,4 s  | 0+0                 |
| 3.  | Uschi Disl          | Niemcy        | 17:01,0    | +18,3 s | 1+0                 |
| 4.  | Linda Tjørhom       | Norwegia      | 17:05,3    | +22,6 s | 0+0                 |
| 5.  | Olga Nazarowa       | Białoruś      | 17:10,4    | +27,7 s | 0+0                 |
| 6.  | Martina Glagow      | Niemcy        | 17:11,4    | +28,7 s | 1+0                 |
| 7.  | Sandrine Bailly     | Francja       | 17:14,4    | +31,7 s | 0+1                 |
| 8.  | Liu Xianying        | Chiny         | 17:19,0    | +36,3 s | 0+0                 |
| 9.  | Olga Zajcewa        | Rosja         | 17:20,7    | +38,0 s | 0+0                 |
| 10. | Liv Grete Poirée    | Norwegia      | 17:21,0    | +38,3 s | 1+0                 |

### Trzecie okrążenie
Trzecie strzelanie, było pierwszym w pozycji stojącej. Po tym strzelaniu na prowadzenie wysunęła się Anna Carin Olofsson, która trafiła wszystkie pięć strzałów. Dotychczasowa liderka – Kati Wilhelm oddała jeden niecelny strzał i spadła na 2. miejsce. Na trzecim miejscu w dalszym ciągu biegła Uschi Disl, która także raz spudłowała. Niemka traciła 46,5 sekundy do prowadzącej Szwedki. Trzecie strzelanie bezbłędnie wykonało 15 zawodniczek. Po tym strzelaniu tylko Anna Carin Olofsson była nadal bezbłędna podczas wszystkich dotychczasowych wizyt na strzelnicy.
Pierwsze dziesięć zawodniczek po trzecim strzelaniu:
| Lp. | Zawodnik                | Reprezentacja | Czas (min) | Strata      | Liczba rund karnych |
| --- | ----------------------- | ------------- | ---------- | ----------- | ------------------- |
| 1.  | Anna Carin Olofsson     | Szwecja       | 25:00,7    |             | 0+0+0               |
| 2.  | Kati Wilhelm            | Niemcy        | 25:25,1    | +24,4 s     | 0+0+1               |
| 3.  | Uschi Disl              | Niemcy        | 25:47,2    | +46,5 s     | 1+0+1               |
| 4.  | Martina Glagow          | Niemcy        | 25:58,3    | +57,6 s     | 1+0+1               |
| 5.  | Olga Nazarowa           | Białoruś      | 26:00,8    | +1:00,1 min | 0+0+1               |
| 6.  | Florence Baverel-Robert | Francja       | 26:04,3    | +1:03,6 min | 1+1+0               |
| 7.  | Ekaterina Dafowska      | Bułgaria      | 26:08,7    | +1:08,0 min | 1+1+0               |
| 8.  | Liu Xianying            | Chiny         | 26:12,9    | +1:12,2 min | 0+0+1               |
| 9.  | Sandrine Bailly         | Francja       | 26:25,5    | +1:24,8 min | 0+1+2               |
| 10. | Michela Ponza           | Włochy        | 26:27,5    | +1:26,8 min | 0+1+0               |

### Czwarte okrążenie
Podczas ostatniego strzelania dotychczasowa liderka – Anna Carin Olofsson popełniła pierwszy błąd i zmuszona była przebiec rundę karną. Mimo pudła Szwedka w dalszym ciągu prowadziła, mając 9,6 sekundy przewagi nad strzelającą bezbłędnie Kati Wilhelm. Z trzeciego miejsca spadła Uschi Disl, która popełniła jeden błąd na strzelnicy i spadła na 6. miejsce. Na jej miejsce wskoczyła Martina Glagow, mająca 39 sekund straty do prowadzącej. Ostatnie strzelanie bezbłędnie wykonało 15 zawodniczek.
Pierwsze dziesięć zawodniczek po czwartym strzelaniu:
| Lp. | Zawodnik                | Reprezentacja | Czas (min) | Strata      | Liczba rund karnych |
| --- | ----------------------- | ------------- | ---------- | ----------- | ------------------- |
| 1.  | Anna Carin Olofsson     | Szwecja       | 33:36,3    |             | 0+0+0+1             |
| 2.  | Kati Wilhelm            | Niemcy        | 33:45,9    | +9,6 s      | 0+0+1+0             |
| 3.  | Martina Glagow          | Niemcy        | 34:15,3    | +39,0 s     | 1+0+1+0             |
| 4.  | Florence Baverel-Robert | Francja       | 34:18,6    | +42,3 s     | 1+1+0+0             |
| 5.  | Olga Nazarowa           | Białoruś      | 34:27,7    | +51,4 s     | 0+0+1+0             |
| 6.  | Uschi Disl              | Niemcy        | 34:29,5    | +53,2 s     | 1+0+1+1             |
| 7.  | Liu Xianying            | Chiny         | 34:53,5    | +1:17,2 min | 0+0+1+1             |
| 8.  | Ekaterina Dafowska      | Bułgaria      | 34:53,6    | +1:17,3 min | 1+1+0+1             |
| 9.  | Albina Achatowa         | Rosja         | 35:00,1    | +1:23,8 min | 2+0+0+0             |
| 10. | Michela Ponza           | Włochy        | 35:03,0    | +1:26,7 min | 0+1+0+0             |

### Piąte okrążenie
Ten odcinek trasy najszybciej pokonała Uschi Disl, która po czwartym strzelaniu była na 6. miejscu tracąc do podium 14,2 sekundy. Dzięki swojemu pościgowi wyprzedziła rywalki i awansowała na 3. pozycję. Prowadząca Anna Carin Olofsson zwiększyła swoją przewagę nad drugą Kati Wilhelm i zwyciężyła bieg. Niemka straciła do zwyciężczyni 18,8 sekundy. Na 4. miejscu uplasowała się Martina Glagow. Kolejne miejsca zajęły Florence Baverel-Robert i Olga Nazarowa. Najlepszy czas biegu, po odjęciu czasu na strzelnicy oraz sekund potrzebnych do przebiegnięcia karnych rund, miała Niemka Uschi Disl.

### Dodatkowe informacje
Podczas pierwszej wizyty na strzelnicy najszybciej strzelanie oddała Liv Grete Poirée, strzelając w czasie 26 sekund, oddając przy tym jeden niecelny strzał. Z uwzględnieniem wbiegu na strzelnicę, samego strzelania, wygiegu oraz pokonania ewentualnej rundy karnej, najlepszy czas miała Linda Tjørhom, która na wykonanie tych czynności potrzebowała 55,4 sekundy. Drugie strzelanie najszybciej wykonały Florence Baverel-Robert (1 pudło) i Linda Tjørhom (bezbłędnie) – zajęło im to 29 sekund. Drugi pobyt na strzelnicy (wbiegnięcie, strzelanie, wybiegnięcie) najkrócej zajął po raz kolejny Lindzie Tjørhom. Podczas trzeciego strzelania najszybsze były Olga Nazarowa i Madara Līduma, obie jednak oddały jeden niecelny strzał. Cały pobyt na strzelnicy najkrócej zajął Michaeli Ponzie. Ostatnie strzelanie najszybciej wykonała Tora Berger – 22 sekundy. 4. pobyt na strzelnicy najszybciej wykonała Martina Glagow, której zajęło to 51,5 sekundy. Sumując czas wszystkich strzelań, najszybsza okazała się Linda Tjørhom (3 pudła). Najmniej czasu podczas pobytu na strzelnicy straciła Michela Ponza.
Najlepszą biegaczką zawodów okazała się Uschi Disl, która w biegu miała 17 sekund przewagi nad drugą – Anną Carin Olofsson. Z reprezentantek Polski lepiej biegowo zaprezentowała się Magdalena Gwizdoń, zajmując 27. miejsce i tracąc do Niemki 3 minuty i 26 sekund.
Pierwsze okrążenie
| Lp. | 1. strzelanie           | 1. pobyt na strzelnicy | Czas biegu                   |
| --- | ----------------------- | ---------------------- | ---------------------------- |
| 1.  | Liv Grete Poirée (26 s) | Linda Tjørhom (55,4 s) | Uschi Disl (7:26,5 min)      |
| 2.  | Linda Tjørhom (27 s)    | Olga Nazarowa (58,0 s) | Sandrine Bailly (7:27,4 min) |
| 3.  | Lilija Jefremowa (28 s) | Michela Ponza (58,2 s) | Kati Wilhelm (7:27,7 min)    |

Drugie okrążenie
| Lp. | 2. strzelanie                                | 2. pobyt na strzelnicy                | Czas biegu                       |
| --- | -------------------------------------------- | ------------------------------------- | -------------------------------- |
| 1.  | Florence Baverel-Robert Linda Tjørhom (29 s) | Linda Tjørhom (59,3 s)                | Uschi Disl (7:05,3 min)          |
| 2.  |                                              | Uschi Disl Olga Nazarowa (1:00,7 min) | Sandrine Bailly (7:05,9 min)     |
| 3.  | Olga Nazarowa (30 s)                         |                                       | Anna Carin Olofsson (7:08,2 min) |

Trzecie okrążenie
| Lp. | 3. strzelanie                              | 3. pobyt na strzelnicy      | Czas biegu                         |
| --- | ------------------------------------------ | --------------------------- | ---------------------------------- |
| 1.  | Olga Nazarowa Madara Līduma (25 s)         | Michela Ponza (54,9 s)      | Sandrine Bailly (7:07,4 min)       |
| 2.  |                                            | Ekaterina Dafowska (55,5 s) | Swietłana Iszmuratowa (7:08,0 min) |
| 3.  | Ekaterina Dafowska Delphyne Peretto (26 s) | Delphyne Peretto (56,2 s)   | Lilija Jefremowa (7:08,6 min)      |

Czwarte okrążenie
| Lp. | 4. strzelanie         | 4. pobyt na strzelnicy  | Czas biegu                       |
| --- | --------------------- | ----------------------- | -------------------------------- |
| 1.  | Tora Berger (22 s)    | Martina Glagow (51,5 s) | Anna Carin Olofsson (7:01,6 min) |
| 2.  | Martina Glagow (23 s) | Sun Ribo (53,7 s)       | Uschi Disl (7:07,3 min)          |
| 3.  | Linda Tjørhom (24 s)  | Tora Berger (54,8 s)    | Liu Xianying (7:09,9 min)        |

Piąte okrążenie
| Lp. | Czas biegu                       |
| --- | -------------------------------- |
| 1.  | Uschi Disl (6:48,9 min)          |
| 2.  | Anna Carin Olofsson (7:00,2 min) |
| 3.  | Liu Xianying (7:03,7 min)        |

Cały bieg
| Lp. | Strzelania                                       | Pobyt na strzelnicy        | Czas biegu                        |
| --- | ------------------------------------------------ | -------------------------- | --------------------------------- |
| 1.  | Linda Tjørhom (1:47,0 min)                       | Michela Ponza (4:18,7 min) | Uschi Disl (35:38,8 min)          |
| 2.  | Ekaterina Dafowska Liv Grete Poirée (1:53,0 min) | Olga Nazarowa (4:24,0 min) | Anna Carin Olofsson (35:55,8 min) |
| 3.  |                                                  | Olga Zajcewa (4:35,4 min)  | Sandrine Bailly (36:04,9 min)     |

## Wyniki końcowe
Opracowano na podstawie materiału źródłowego:
| Ranking | Bib | Zawodniczka             | Reprezentacja | Czas    | Strata  | Strzelanie   |
| ------- | --- | ----------------------- | ------------- | ------- | ------- | ------------ |
| 01 !    | 5   | Anna Carin Olofsson     | Szwecja       | 40:36,5 | —       | 1 (0+0+0+1)  |
| 02 !    | 3   | Kati Wilhelm            | Niemcy        | 40:55,3 | +18,8   | 1 (0+0+1+0)  |
| 03 !    | 8   | Uschi Disl              | Niemcy        | 41:18,4 | +41,9   | 3 (1+0+1+1)  |
| 4.      | 4   | Martina Glagow          | Niemcy        | 41:33,6 | +57,1   | 2 (1+0+1+0)  |
| 5.      | 2   | Florence Baverel-Robert | Francja       | 41:40,5 | +1:04,0 | 2 (1+1+0+0)  |
| 6.      | 14  | Olga Nazarowa           | Białoruś      | 41:50,5 | +1:14,0 | 1 (0+0+1+0)  |
| 7.      | 16  | Liu Xianying            | Chiny         | 41:57,2 | +1:20,7 | 2 (0+0+1+1)  |
| 8.      | 21  | Ekaterina Dafowska      | Bułgaria      | 42:09,4 | +1:32,9 | 3 (1+1+0+1)  |
| 9.      | 6   | Albina Achatowa         | Rosja         | 42:19,5 | +1:43,0 | 2 (2+0+0+0)  |
| 10.     | 9   | Sandrine Bailly         | Francja       | 42:21,5 | +1:45,0 | 4 (0+1+2+1)  |
| 11.     | 19  | Michela Ponza           | Włochy        | 42:21,6 | +1:45,1 | 1 (0+1+0+0)  |
| 12.     | 1   | Swietłana Iszmuratowa   | Rosja         | 42:33,5 | +1:57,0 | 4 (2+0+2+0)  |
| 13.     | 12  | Andrea Henkel           | Niemcy        | 42:41,5 | +2:05,0 | 3 (1+0+2+0)  |
| 14.     | 13  | Linda Tjørhom           | Norwegia      | 42:46,5 | +2:10,0 | 3 (0+0+2+1)  |
| 15.     | 10  | Olga Zajcewa            | Rosja         | 42:58,3 | +2:21,8 | 1 (0+0+1+0)  |
| 16.     | 15  | Ołena Zubryłowa         | Białoruś      | 43:12,3 | +2:35,8 | 4 (2+0+0+2)  |
| 17.     | 7   | Lilija Jefremowa        | Ukraina       | 43:21,0 | +2:44,5 | 6 (1+2+2+1)  |
| 18.     | 11  | Liv Grete Poirée        | Norwegia      | 43:43,8 | +3:07,3 | 4 (1+0+2+1)  |
| 19.     | 20  | Teja Gregorin           | Słowenia      | 43:51,4 | +3:14,9 | 4 (1+2+0+1)  |
| 20.     | 25  | Madara Līduma           | Łotwa         | 43:52,7 | +3:16,2 | 5 (1+2+1+1)  |
| 21.     | 26  | Natalia Lewczenkowa     | Mołdawia      | 44:21,8 | +3:45,3 | 2 (1+1+0+0)  |
| 22.     | 30  | Sun Ribo                | Chiny         | 44:29,3 | +3:52,8 | 7 (2+2+3+0)  |
| 23.     | 27  | Kong Yingchao           | Chiny         | 44:45,0 | +4:08,5 | 3 (2+1+0+0)  |
| 24.     | 18  | Natalja Gusiewa         | Rosja         | 44:55,1 | +4:18,6 | 5 (2+3+0+0)  |
| 25.     | 24  | Tora Berger             | Norwegia      | 45:23,2 | +4:46,7 | 3 (1+1+1+0)  |
| 26.     | 22  | Sylvie Becaert          | Francja       | 45:38,4 | +5:01,9 | 6 (1+1+2+2)  |
| 27.     | 28  | Delphyne Peretto        | Francja       | 45:39,9 | +5:03,4 | 5 (3+0+0+2)  |
| 28.     | 17  | Hou Yuxia               | Chiny         | 45:40,1 | +5:03,6 | 10 (3+1+2+4) |
| 29.     | 29  | Magdalena Gwizdoń       | Polska        | 45:59,5 | +5:23,0 | 5 (0+2+2+1)  |
| 30.     | 23  | Krystyna Pałka          | Polska        | 46:31,5 | +5:55,0 | 3 (1+2+0+0)  |

## Po zawodach
Opracowano na podstawie materiału źródłowego:
Pierwsze dwadzieścia zawodniczek klasyfikacji generalnej Pucharu Świata po zawodach:
| Pozycja | Zawodniczka             | Reprezentacja | Punkty | Strata |
| ------- | ----------------------- | ------------- | ------ | ------ |
| 1.      | Kati Wilhelm            | Niemcy        | 688    | –      |
| 2.      | Uschi Disl              | Niemcy        | 516    | +172   |
| 3.      | Martina Glagow          | Niemcy        | 507    | +181   |
| 4.      | Anna Carin Olofsson     | Szwecja       | 505    | +183   |
| 5.      | Sandrine Bailly         | Francja       | 491    | +197   |
| 6.      | Swietłana Iszmuratowa   | Rosja         | 466    | +222   |
| 7.      | Albina Achatowa         | Rosja         | 415    | +273   |
| 8.      | Olga Zajcewa            | Rosja         | 409    | +279   |
| 9.      | Liv Grete Poirée        | Norwegia      | 377    | +311   |
| 10.     | Andrea Henkel           | Niemcy        | 368    | +320   |
| 11.     | Katrin Apel             | Niemcy        | 349    | +339   |
| 12.     | Olga Nazarowa           | Białoruś      | 325    | +363   |
| 13.     | Linda Tjørhom           | Norwegia      | 310    | +378   |
| 14.     | Ołena Zubryłowa         | Białoruś      | 291    | +397   |
| 15.     | Liu Xianying            | Chiny         | 275    | +413   |
| 16.     | Florence Baverel-Robert | Francja       | 270    | +418   |
| 17.     | Simone Denkinger        | Niemcy        | 252    | +436   |
| 18.     | Hou Yuxia               | Chiny         | 233    | +455   |
| 19.     | Olga Pyliewa            | Rosja         | 211    | +477   |
| 20.     | Natalja Gusiewa         | Rosja         | 209    | +479   |